# ميغان غوستافسون
ميغان إليزابيث غوستافسون (من مواليد 13 ديسمبر 1996) هي لاعبة كرة سلة محترفة في فريق لاس فيغاس آيسز التابع للرابطة الوطنية لكرة السلة للسيدات (WNBA). ولدت في الولايات المتحدة، مثلت إسبانيا على المستوى الدولي، شاركت لأول مرة في الألعاب الأولمبية الصيفية 2024 مع إسبانيا.